# Freyung, Freyung-Grafenau
Freyung là một thị xã trong bang Bayern, Đức. Đây là thủ phủ huyện Freyung-Grafenau. Thị xã này nằm ở rừng Bayernt, 27 km về phía bắc Passau.